# Timo Vornanen
Timo Mikael Vornanen, född 30 juli 1969 i Joensuu, är en finländsk polis och politiker (Sannfinländarna). Han är ledamot av Finlands riksdag sedan 2023.
Vornanen blev invald i riksdagsvalet 2023 med 6 474 röster från Savolax-Karelens valkrets.
I april 2024 anhölls Vornanen som misstänkt för "brott mot liv och hälsa" då han var inblandad i ett skottdrama utanför en krog i centrala Helsingfors. Vornanen ska ha dragit en pistol (som han har licens för), siktat mot en person och sedan skjutit ner i marken.

## Utmärkelser
- Medalj av I klass av Finlands Vita Ros’ orden,  6 december 2009[5]

[Redigera Wikidata]